# Scopula bitinctata
Scopula bitinctata är en fjärilsart som beskrevs av Franz Dannehl 1933. Scopula bitinctata ingår i släktet Scopula och familjen mätare. Inga underarter finns listade.